# David Kemper
Pour les articles homonymes, voir Kemper.
David Kemper est un batteur américain né en 1947 ou 1948 à Chicago. Il a joué avec Jerry García dans le Jerry García Acoustic Band pendant onze ans et dans le groupe de Bob Dylan (1996-2001). Kemper a rejoint le groupe de rock progressif Dutch band pendant une courte période au milieu des années 1970, jouant sur album et en tournée. Il a également joué avec Mike Stinson et Elkie Brooks.